# Monopeltis anchietae
Monopeltis anchietae är en ödleart som beskrevs av  Bocage 1873. Monopeltis anchietae ingår i släktet Monopeltis och familjen Amphisbaenidae. IUCN kategoriserar arten globalt som livskraftig. Inga underarter finns listade i Catalogue of Life.